# أندرويد 18
أندرويد 18 (باليابانية: 人造人間18号
) هي شخصية خيالية من سلسلة أنمي ومانغا دراغون بول. ظهرت أندرويد 18 لأول مرة في الفصل 349، والذي نشر لأول مرة في مجلة شونن جمب الأسبوعية في 12 نوفمبر من عام 1991.